# Ring°racer
De ring°racer is een stalen lanceerachtbaan in het Duitse racecircuit Nürburgring. Het was in 2013 de snelste achtbaan van Europa. Formula Rossa in Ferrari World Abu Dhabi is sinds november 2010 de snelste achtbaan ter wereld met een snelheid van 240 km/h. De achtbaan is gebouwd door de uit de Verenigde Staten afkomstige bouwer S&S Power. De baanlengte bedraagt 1212 meter.
De ring°racer werd 9 juli 2009 voor het eerst aan het publiek getoond tijdens de evenementen rond de Grand Prix Formule 1 van Duitsland. Een select gezelschap werd gedurende deze presentatie met sterk gereduceerde snelheid over een gedeelte van het traject gevoerd. De ring°racer had vanaf augustus 2009 voor bezoekers geopend moeten zijn. De ingebruikname werd echter uitgesteld tot 2013, doordat op 3 september 2009 de lanceerinrichting gedurende een test-run door een explosie zwaar beschadigd werd. De ring°racer zou dankzij een pneumatische lancering in 2,5 seconden een maximale snelheid van 216,9 kilometer per uur halen. Deze acceleratie wordt niet eens behaald door een Formule 1-auto. De snelheid was bij de opening van de baan teruggebracht naar 160 kilometer per uur in 1,6 seconden door problemen met de lancering.

## Sluiting van de ring°racer
Na een opening van slechts vier dagen begin november 2013 sloot de ring°racer voor het winterseizoen met een geplande heropening in maart 2014. In de winter van 2013/2014 werd de Nürburgring echter verkocht aan een nieuwe exploitant. Deze nieuwe exploitant besloot de ring°racer permanent dicht te houden in verband met de hoge operationele kosten van de achtbaan. De achtbaan werd in 2015 te koop gezet, maar ze werd nooit verkocht. Anno 2023 stond de achtbaan nog steeds non-operationeel op het terrein.